# Adolfo de la Parra
Adolfo « Fito » de la Parra (né le 3 février 1946 à Mexico) est le batteur du groupe Canned Heat.

## Biographie
Il est né à Mexico, il devient professionnel en 1957 à l'âge de 14 ans. Il joue dans des groupes mexicains. Il arrive à Los Angeles en 1966. Il joue dans plusieurs groupes Bluesberry Jam, The Platters, Etta James, The Rivingtons[réf. nécessaire], Mary Wells et les Shirelles. Le premier décembre 1967 il rejoint le groupe Canned Heat pour remplacer Frank Cook, et a joué son premier concert avec la formation le 1er décembre 1967. Il les a rejoint à temps pour leur deuxième album, Boogie with Canned Heat (1968), et a joué sur tous les albums suivants jusqu'à aujourd'hui.